# 马来西亚—波兰关系
马来西亚－波兰关系（波蘭語：Stosunki polsko-malezyjskie）是马来西亚与波兰之间的外交关系。波兰在吉隆坡设有大使馆，同时在古晋设有荣誉领事馆，而马来西亚也在华沙设有大使馆。两国于1971年6月21日建立外交关系。

## 外交访问
马来西亚和波兰的关系一直发展得很好，两国代表也多次进行互访。
1972年9月，马来西亚首相敦阿都拉萨访问波兰。1986年，波兰副总理兹比格涅夫·萨拉扎扎访问马来西亚。1996年，波兰总理沃齐米日·齐莫谢维奇访问马来西亚。1999年，波兰总统亚历山大·克瓦希涅夫斯基对马来西亚进行正式访问。2002年，马来西亚首相马哈迪·莫哈末访问波兰。2005年，波兰总理马雷克·贝尔卡对马来西亚进行正式访问。2013年7月，马来西亚外交部长阿尼法阿曼访问波兰。